# Бело-чёрная пегая мухоловка
Бело-черная пегая мухоловка (лат. Poecilodryas hypoleuca) — вид птиц из семейства австралийских зарянок. Распространены в Индонезии и на Папуа-Новой Гвинее на высотах до 1200 м.

## Описание
Длина 13—15 см. Оперение птицы чёрно-белое, ноги серые или розовые.
Птиц можно увидеть (но чаще услышать) в подлеске или на земле, поодиночке или парами. Питается насекомыми, которых собирает с деревьев или с земли.